# Catalonien Rundt 2012
Catalonien Rundt 2012 var den 92. udgave af Catalonien Rundt, og foregik fra 19. marts til 25. marts 2012 i Catalonien i Spanien.

## Hold
Fem kontinentalhold stillede til start udover de atten ProTour-hold.
| - Ag2r-La Mondiale - Astana Pro Team - BMC Racing Team - Euskaltel-Euskadi - FDJ-BigMat - Garmin-Barracuda - GreenEDGE - Team Katusha - Lampre-ISD | - Liquigas–Cannondale - Lotto-Belisol - Movistar Team - Omega Pharma-Quick Step - Rabobank - RadioShack-Nissan-Trek - Team Saxo Bank - Team Sky - Vacansoleil-DCM | - {{{holdnavn-2012}}} - Caja Rural - Cofidis - Project 1t4i - Saur-Sojasun |

## Etaper

### 1. etape
19. marts 2012 — Calella til Calella, 138.9 km
| Resultatet og samlet stilling efter 1. etape \| \| Rytter \| Hold \| Tid \| \| -- \| ----------------------- \| -------------------------- \| ---------- \| \| 1 \| Michael Albasini (SUI) \| GreenEDGE \| 3t 20' 04" \| \| 2 \| Anthony Delaplace (FRA) \| Saur-Sojasun \| + 42" \| \| 3 \| Nicolas Edet (FRA) \| Cofidis \| + 1' 14" \| \| 4 \| Kenny van Hummel (NED) \| Vacansoleil-DCM \| + 1' 32" \| \| 5 \| Ben Gastauer (LUX) \| Ag2r-La Mondiale \| + 1' 32" \| \| 6 \| Roger Kluge (GER) \| Skabelon:Cykelholddata PRO \| + 1' 32" \| \| 7 \| Allan Davis (AUS) \| GreenEDGE \| + 1' 32" \| \| 8 \| Fabio Sabatini (ITA) \| Liquigas–Cannondale \| + 1' 32" \| \| 9 \| Davide Appollonio (ITA) \| Team Sky \| + 1' 32" \| \| 10 \| Francesco Gavazzi (ITA) \| Astana Pro Team \| + 1' 32" \| |                         |                            |            |
| | Rytter                  | Hold                       | Tid        |
| 1 | Michael Albasini (SUI)  | GreenEDGE                  | 3t 20' 04" |
| 2 | Anthony Delaplace (FRA) | Saur-Sojasun               | + 42"      |
| 3 | Nicolas Edet (FRA)      | Cofidis                    | + 1' 14"   |
| 4 | Kenny van Hummel (NED)  | Vacansoleil-DCM            | + 1' 32"   |
| 5 | Ben Gastauer (LUX)      | Ag2r-La Mondiale           | + 1' 32"   |
| 6 | Roger Kluge (GER)       | Skabelon:Cykelholddata PRO | + 1' 32"   |
| 7 | Allan Davis (AUS)       | GreenEDGE                  | + 1' 32"   |
| 8 | Fabio Sabatini (ITA)    | Liquigas–Cannondale        | + 1' 32"   |
| 9 | Davide Appollonio (ITA) | Team Sky                   | + 1' 32"   |
| 10 | Francesco Gavazzi (ITA) | Astana Pro Team            | + 1' 32"   |

### 2. etape
20. marts 2012 — Girona til Girona, 161 km
|    | Rytter                   | Hold                    | Tid        |
| -- | ------------------------ | ----------------------- | ---------- |
| 1  | Michael Albasini (SUI)   | GreenEDGE               | 3h 52' 07" |
| 2  | Dario Cataldo (ITA)      | Omega Pharma-Quick Step | s.t.       |
| 3  | Rigoberto Urán (COL)     | Team Sky                | s.t.       |
| 4  | Damiano Cunego (ITA)     | Lampre-ISD              | s.t.       |
| 5  | Ryder Hesjedal (CAN)     | Garmin-Barracuda        | s.t.       |
| 6  | Sergio Pardilla (ESP)    | Movistar Team           | s.t.       |
| 7  | Arnold Jeannesson (FRA)  | FDJ-BigMat              | s.t.       |
| 8  | Alberto Losada (ESP)     | Team Katusha            | s.t.       |
| 9  | Richie Porte (AUS)       | Team Sky                | s.t.       |
| 10 | Robert Kišerlovski (CRO) | Astana Pro Team         | s.t.       |

|    | Rytter                      | Hold                   | Tid        |
| -- | --------------------------- | ---------------------- | ---------- |
| 1  | Michael Albasini (SUI)      | GreenEDGE              | 7h 12' 11" |
| 2  | Ryder Hesjedal (CAN)        | Garmin-Barracuda       | + 1' 32"   |
| 3  | Mickaël Cherel (FRA)        | Ag2r-La Mondiale       | + 1' 32"   |
| 4  | Steve Morabito (SUI)        | BMC Racing Team        | + 1' 32"   |
| 5  | Arnold Jeannesson (FRA)     | FDJ-BigMat             | + 1' 32"   |
| 6  | Daniel Martin (IRL)         | Garmin-Barracuda       | + 1' 32"   |
| 7  | Richie Porte (AUS)          | Team Sky               | + 1' 32"   |
| 8  | Jurgen Van Den Broeck (BEL) | Lotto-Belisol          | + 1' 32"   |
| 9  | Jakob Fuglsang (DEN)        | RadioShack-Nissan-Trek | + 1' 32"   |
| 10 | Damiano Cunego (ITA)        | Lampre-ISD             | + 1' 32"   |

### 3. etape
21. marts 2012 — La Vall d'en Bas til Canturri, 154.2 km
|    | Rytter                      | Hold                    |
| -- | --------------------------- | ----------------------- |
| 1  | Janez Brajkovič (SLO)       | Astana Pro Team         |
| 2  | Michał Gołaś (POL)          | Omega Pharma-Quick Step |
| 3  | Mickaël Cherel (FRA)        | Ag2r-La Mondiale        |
| 4  | Matteo Carrara (ITA)        | Vacansoleil-DCM         |
| 5  | Thomas Rohregger (AUT)      | RadioShack-Nissan-Trek  |
| 6  | Chris Anker Sørensen (DEN)  | Team Saxo Bank          |
| 7  | Christian Vande Velde (USA) | Garmin-Barracuda        |
| 8  | Johann Tschopp (SUI)        | BMC Racing Team         |
| 9  | Steven Kruijswijk (NED)     | Rabobank                |
| 10 | Romain Bardet (FRA)         | Ag2r-La Mondiale        |

|    | Rytter                      | Hold                   | Tid        |
| -- | --------------------------- | ---------------------- | ---------- |
| 1  | Michael Albasini (SUI)      | GreenEDGE              | 7h 12' 12" |
| 2  | Ryder Hesjedal (CAN)        | Garmin-Barracuda       | + 1' 32"   |
| 3  | Mickaël Cherel (FRA)        | Ag2r-La Mondiale       | + 1' 32"   |
| 4  | Steve Morabito (SUI)        | BMC Racing Team        | + 1' 32"   |
| 5  | Arnold Jeannesson (FRA)     | FDJ-BigMat             | + 1' 32"   |
| 6  | Daniel Martin (IRL)         | Garmin-Barracuda       | + 1' 32"   |
| 7  | Jurgen Van Den Broeck (BEL) | Lotto-Belisol          | + 1' 32"   |
| 8  | Jakob Fuglsang (DEN)        | RadioShack-Nissan-Trek | + 1' 32"   |
| 9  | Damiano Cunego (ITA)        | Lampre-ISD             | + 1' 32"   |
| 10 | Tom Danielson (USA)         | Garmin-Barracuda       | + 1' 32"   |

### 4. etape
22. marts 2012 — Tremp til Ascó, 199 km
|    | Rytter                      | Hold                    | Tid        |
| -- | --------------------------- | ----------------------- | ---------- |
| 1  | Rigoberto Urán (COL)        | Team Sky                | 5h 13' 12" |
| 2  | Denis Menchov (RUS)         | Team Katusha            | s.t.       |
| 3  | Sylwester Szmyd (POL)       | Liquigas–Cannondale     | s.t.       |
| 4  | David Moncoutié (FRA)       | Cofidis                 | s.t.       |
| 5  | Jurgen Van Den Broeck (BEL) | Lotto-Belisol           | s.t.       |
| 6  | Samuel Sánchez (ESP)        | Euskaltel-Euskadi       | s.t.       |
| 7  | Matteo Carrara (ITA)        | Vacansoleil-DCM         | s.t.       |
| 8  | Dario Cataldo (ITA)         | Omega Pharma-Quick Step | s.t.       |
| 9  | Julien Simon (FRA)          | Saur-Sojasun            | s.t.       |
| 10 | Robert Kišerlovski (CRO)    | Astana Pro Team         | s.t.       |

|    | Rytter                      | Hold              | Tid         |
| -- | --------------------------- | ----------------- | ----------- |
| 1  | Michael Albasini (SUI)      | GreenEDGE         | 12h 25' 24" |
| 2  | Steve Morabito (SUI)        | BMC Racing Team   | + 1' 32"    |
| 3  | Jurgen Van Den Broeck (BEL) | Lotto-Belisol     | + 1' 32"    |
| 4  | Daniel Martin (IRL)         | Garmin-Barracuda  | + 1' 32"    |
| 5  | Samuel Sánchez (ESP)        | Euskaltel-Euskadi | + 1' 32"    |
| 6  | Rigoberto Urán (COL)        | Team Sky          | + 1' 32"    |
| 7  | Sergio Pardilla (ESP)       | Movistar Team     | + 1' 32"    |
| 8  | Damiano Cunego (ITA)        | Lampre-ISD        | + 1' 32"    |
| 9  | Tom Danielson (USA)         | Garmin-Barracuda  | + 1' 32"    |
| 10 | Robert Kišerlovski (CRO)    | Astana Pro Team   | + 1' 32"    |

### 5. etape
23. marts 2012 — Ascó til Manresa,207.1 km 
|    | Rytter                      | Hold                    | Tid        |
| -- | --------------------------- | ----------------------- | ---------- |
| 1  | Julien Simon (FRA)          | Saur-Sojasun            | 4h 58' 27" |
| 2  | Rigoberto Urán (COL)        | Team Sky                | s.t.       |
| 3  | Sylwester Szmyd (POL)       | Liquigas–Cannondale     | s.t.       |
| 4  | Samuel Sánchez (ESP)        | Euskaltel-Euskadi       | s.t.       |
| 5  | Dario Cataldo (ITA)         | Omega Pharma-Quick Step | s.t.       |
| 6  | Jurgen Van Den Broeck (BEL) | Lotto-Belisol           | s.t.       |
| 7  | Michael Albasini (SUI)      | GreenEDGE               | s.t.       |
| 8  | Denis Menchov (RUS)         | Team Katusha            | s.t.       |
| 9  | Daniel Martin (IRL)         | Garmin-Barracuda        | s.t.       |
| 10 | Robert Kišerlovski (CRO)    | Astana Pro Team         | s.t.       |

|    | Rytter                      | Hold                    | Tid         |
| -- | --------------------------- | ----------------------- | ----------- |
| 1  | Michael Albasini (SUI)      | GreenEDGE               | 17h 23' 51" |
| 2  | Jurgen Van Den Broeck (BEL) | Lotto-Belisol           | + 1' 32"    |
| 3  | Daniel Martin (IRL)         | Garmin-Barracuda        | + 1' 32"    |
| 4  | Samuel Sánchez (ESP)        | Euskaltel-Euskadi       | + 1' 32"    |
| 5  | Rigoberto Urán (COL)        | Team Sky                | + 1' 32"    |
| 6  | Damiano Cunego (ITA)        | Lampre-ISD              | + 1' 32"    |
| 7  | Tom Danielson (USA)         | Garmin-Barracuda        | + 1' 32"    |
| 8  | Sergio Pardilla (ESP)       | Movistar Team           | + 1' 32"    |
| 9  | Robert Kišerlovski (CRO)    | Astana Pro Team         | + 1' 32"    |
| 10 | Dario Cataldo (ITA)         | Omega Pharma-Quick Step | + 1' 32"    |

### 6. etape
24. marts 2012 — Sant Fruitós de Bages til Badalona, 169.4 km
|    | Rytter                      | Hold                | Tid        |
| -- | --------------------------- | ------------------- | ---------- |
| 1  | Samuel Sánchez (ESP)        | Euskaltel-Euskadi   | 4h 04' 50" |
| 2  | Allan Davis (AUS)           | GreenEDGE           | + 2"       |
| 3  | Julien Simon (FRA)          | Saur-Sojasun        | + 2"       |
| 4  | Juan José Haedo (ARG)       | Team Saxo Bank      | + 2"       |
| 5  | Damiano Cunego (ITA)        | Lampre-ISD          | + 2"       |
| 6  | Francesco Gavazzi (ITA)     | Astana Pro Team     | + 2"       |
| 7  | Fabio Sabatini (ITA)        | Liquigas–Cannondale | + 2"       |
| 8  | Daniel Martin (IRL)         | Garmin-Barracuda    | + 2"       |
| 9  | Davide Appollonio (ITA)     | Team Sky            | + 2"       |
| 10 | Jurgen Van Den Broeck (BEL) | Lotto-Belisol       | + 2"       |

|    | Rytter                      | Hold                    | Tid         |
| -- | --------------------------- | ----------------------- | ----------- |
| 1  | Michael Albasini (SUI)      | GreenEDGE               | 21h 28' 43" |
| 2  | Samuel Sánchez (ESP)        | Euskaltel-Euskadi       | + 1' 30"    |
| 3  | Jurgen Van Den Broeck (BEL) | Lotto-Belisol           | + 1' 32"    |
| 4  | Daniel Martin (IRL)         | Garmin-Barracuda        | + 1' 32"    |
| 5  | Rigoberto Urán (COL)        | Team Sky                | + 1' 32"    |
| 6  | Damiano Cunego (ITA)        | Lampre-ISD              | + 1' 32"    |
| 7  | Sergio Pardilla (ESP)       | Movistar Team           | + 1' 32"    |
| 8  | Robert Kišerlovski (CRO)    | Astana Pro Team         | + 1' 32"    |
| 9  | Dario Cataldo (ITA)         | Omega Pharma-Quick Step | + 1' 32"    |
| 10 | Matteo Carrara (ITA)        | Vacansoleil-DCM         | + 1' 32"    |

### 7. etape
25. marts 2012 — Badalona til Barcelona, 119.8 km
|    | Rytter                      | Hold                | Tid        |
| -- | --------------------------- | ------------------- | ---------- |
| 1  | Julien Simon (FRA)          | Saur-Sojasun        | 2h 47' 02" |
| 2  | Francesco Gavazzi (ITA)     | Astana Pro Team     | s.t.       |
| 3  | Damiano Cunego (ITA)        | Lampre-ISD          | s.t.       |
| 4  | Rigoberto Urán (COL)        | Team Sky            | s.t.       |
| 5  | Robert Kišerlovski (CRO)    | Astana Pro Team     | s.t.       |
| 6  | Jurgen Van Den Broeck (BEL) | Lotto-Belisol       | s.t.       |
| 7  | Steven Kruijswijk (NED)     | Rabobank            | s.t.       |
| 8  | Romain Bardet (FRA)         | Ag2r-La Mondiale    | s.t.       |
| 9  | Maciej Paterski (POL)       | Liquigas–Cannondale | s.t.       |
| 10 | Denis Menchov (RUS)         | Team Katusha        | s.t.       |

|    | Rytter                      | Hold                    | Tid         |
| -- | --------------------------- | ----------------------- | ----------- |
| 1  | Michael Albasini (SUI)      | GreenEDGE               | 24h 15' 45" |
| 2  | Samuel Sánchez (ESP)        | Euskaltel-Euskadi       | + 1' 30"    |
| 3  | Jurgen Van Den Broeck (BEL) | Lotto-Belisol           | + 1' 32"    |
| 4  | Daniel Martin (IRL)         | Garmin-Barracuda        | + 1' 32"    |
| 5  | Rigoberto Urán (COL)        | Team Sky                | + 1' 32"    |
| 6  | Damiano Cunego (ITA)        | Lampre-ISD              | + 1' 32"    |
| 7  | Robert Kišerlovski (CRO)    | Astana Pro Team         | + 1' 32"    |
| 8  | Matteo Carrara (ITA)        | Vacansoleil-DCM         | + 1' 32"    |
| 9  | Dario Cataldo (ITA)         | Omega Pharma-Quick Step | + 1' 32"    |
| 10 | Sergio Pardilla (ESP)       | Movistar Team           | + 1' 32"    |

## Trøjernes fordeling gennem løbet
| Etape | Vinder           | Generalklassement | Bjergkonkurrence     | Sprintkonkurrence | Bedste catalansk rytter | Holdkonkurrence  |
| ----- | ---------------- | ----------------- | -------------------- | ----------------- | ----------------------- | ---------------- |
| 1     | Michael Albasini | Michael Albasini  | Michael Albasini     | Anthony Delaplace | Jordi Simón             | GreenEDGE        |
| 2     | Michael Albasini | Michael Albasini  | Michael Albasini     | Anthony Delaplace | Alberto Losada          | Team Sky         |
| 3     | Janez Brajkovič  | Michael Albasini  | Chris Anker Sørensen | Michael Albasini  | Alberto Losada          | Team Sky         |
| 4     | Rigoberto Urán   | Michael Albasini  | Chris Anker Sørensen | Julián Sánchez    | Alberto Losada          | Garmin-Barracuda |
| 5     | Julien Simon     | Michael Albasini  | Chris Anker Sørensen | Tomasz Marczyński | Alberto Losada          | Garmin-Barracuda |
| 6     | Samuel Sánchez   | Michael Albasini  | Chris Anker Sørensen | Tomasz Marczyński | Alberto Losada          | Garmin-Barracuda |
| 7     | Julien Simon     | Michael Albasini  | Chris Anker Sørensen | Tomasz Marczyński | Alberto Losada          | Garmin-Barracuda |
| Final | Final            | Michael Albasini  | Chris Anker Sørensen | Tomasz Marczyński | Alberto Losada          | Garmin-Barracuda |